# 小行星9597
小行星9597是一颗围绕太阳公转的小行星。1991年10月18日，上田清二、金田宏在钏路市发现了此天体。
这颗小行星的绝对星等为101.70013等。